# Аутопут А1 (Швајцарска)
А1 је најдужи ауто-пут у Швајцарској. Овај пут је доста важан за Швајцарску. Он повезује највеће градове у Швајцарској и представља важну транзитну саобраћајницу.
Ауто-пут почиње у Женеви и престаје у Сент Маргеретену у близини Аустрије. Мерење километра почиње у Женеви.